# Барзабод
Барзабод Михранид — князь Гардмана и наместником Аррана в V веке при государстве Сасанидов, дед царя Иберии Вахтанга I Горгасали и зять царя Аррана Асвагена.

## История
Согласно грузинскому хронисту Джуаншеру, Барзабод выдал замуж свою дочь по имени Сагдухт за своего иберийского соседа и дальнего родственника Мирдата V, в то время наследника царя Иберии Арчила и, в конечном итоге, самостоятельного царя. Этот брак помог скрепить мир между некогда враждебными соседями. После смерти Арчила в 435 году, Сагдухт полагалась на своего отца в поддержке во время своего регентства для своего несовершеннолетнего сына Вахтанг I Горгасали.
Джуаншер упоминает также Варзмана, потомка Барзабода, с которым Арчил, потомок Вахтанга I Горгасали, обручил свою племянницу и дал ему в правление территорию «от реки Котмана до Курди-Хевы».
Барзабод умер около 440 года и и ему наследовал его сын Вараз-Бакур.